# 이승민 (1980년)
이승민(1980년 ~ )은 대한민국의 배우이다.

## 학력
- 1999년 ~ 2001년 서울예술대학교 연극과

## 경력
- 2003년 SBS 톱 탤런트

## 출연

### 방송

#### 드라마
- 2004년 SBS 《섬마을 선생님》 - 정유정 역
- 2005년 SBS 《내사랑 토람이》
- 2007년 SBS 《강남엄마 따라잡기》 - 정명심 역

### 영화
- 2001년 《두사부일체》 - 지혜 꼬봉 1 역
- 2003년 《영어 완전 정복》 - 호텔 여직원 역
- 2006년 《흡혈형사 나도열》 - 룸살롱 깜찍 걸 역
- 2014년 《멜로》 - 윤미 역

### 공연

#### 연극
- 《노란꽃 창포》
- 《시련》
- 《태풍》
- 2007년 《옥수동에 서면 압구정동이 보인다》

#### 뮤지컬
- 2008년 《피터와 늑대》